# Maciej Siwik
Maciej Siwik (ur. 9 stycznia 1982 w Łodzi) – polski lekkoatleta, trójskoczek, reprezentujący barwy klubów SKS Start Grażka Łódź (lata 1997–2004) oraz AZS-AWF Kraków (od 2004 roku). Reprezentant Polski podczas Mistrzostw Świata Juniorów Młodszych – Bydgoszcz (1999) oraz podczas Młodzieżowego Meczu Czechy-Polska Liberec (2002). Mistrz Polski Juniorów w trójskoku (15.38m Zielona Góra 2001), brązowy medalista Mistrzostw Polski Seniorów w trójskoku (15.44 m – Bielsko-Biała, 2003)
Rekordy życiowe
Trójskok
Stadion 15.55 m. (31 maja 2008, Biała Podlaska)
Hala 15.53 m. (21 stycznia 2006, Brzeszcze)
Skok w dal
Stadion 7.41 m. (14 czerwca 2008, Łódź)
Hala 7.21 m. (11 lutego 2006, Spała)
Najważniejsze osiągnięcia
1999:
OOM Zielona Góra – II miejsce 14.38 m
Mistrzostwa Świata Juniorów Młodszych Bydgoszcz – XVII miejsce 14.42 m
2000:
Halowe MP Juniorów Spała – II miejsce
2001:
Halowe MP Juniorów Warszawa – III miejsce 15.11 m
MP Juniorów Zielona Góra – I miejsce 15.38 m
IV miejsce skok w dal 7.31 m
2002:
Młodzieżowe MP Kraków – II miejsce 15.44 m
2003:
MP Seniorów Bielsko-Biała – III miejsce 15.44 m
Młodzieżowe MP Biała Podlaska – III miejsce 15.32 m